# Hans store Chance
Hans store Chance er en dansk stumfilm fra 1919, der er instrueret af Hjalmar Davidsen efter manuskript af Laurids Skands.

## Handling
Denne artikel mangler et handlingsreferat. Hjælp os med at skrive det.

## Medvirkende
- Marie Dinesen - Enkefru Stein
- Johanne Fritz-Petersen - Vita, fru Steins datter
- Torben Meyer - Arthur, fru Steins søn
- Valdemar Psilander - Jacob Arendt
- Frederik Jacobsen - John Roch, australsk millionær
- Carl Schenstrøm
- Oscar Nielsen